# 5 août 2011
Le vendredi 5 août est le 217e jour de l'année 2011.

## Décès
- Andrzej Lepper, homme politique polonais[1].
- Francesco Quinn, acteur italo-américain (fils d'Anthony Quinn)[2]
- Aziz Shavershian, bodybuilder australien, aussi connu sous le pseudonyme Zyzz

## Événements
- L'ex-première ministre d'Ukraine, leader de la plus grande partie en opposition Ioulia Tymochenko est placée en détention provisoire à Kiev, pour accusations de corruption pendant sa fonction .
- Les parcs de Walibi World et Walibi Aquitaine sont renommés respectivement Walibi Holland et Walibi Sud-Ouest.
- Lancement par la NASA de la sonde spatiale Juno, conçue pour étudier Jupiter.
- La dette publique américaine voit la note financière des États-Unis baisser de AAA à AA'. Cette nouvelle inquiète le monde entier.